# Bedford (Quebec)
Bedford é uma cidade localizada na província canadense de Quebec. A sua área é de 4,2 km², sua população é de 2 667 habitantes, e sua densidade populacional é de 635,3 hab/km² (segundo o censo canadense de 2001). A cidade foi fundada em 1812, e incorporada em 1890.